# Rashidun-kalifatet
Rashidun-kalifatet var verdens første kalifat og blev oprettet efter profeten Muhammeds død i 632. Kalifatet blev ledet af de fire retledte kaliffer, indtil den fjerde blev myrdet i 661 og umayyaderne tog magten og dannede Umayyade-kalifatet.
| Islam | Spire Denne islamartikel er en spire som bør udbygges. Du er velkommen til at hjælpe Wikipedia ved at udvide den. |